# Ross Reynolds
Ross John Reynolds (Orange, 27 settembre 1958) è un ex rugbista a 15, allenatore di rugby a 15 e imprenditore australiano, terza linea centro e internazionale per gli Wallabies alla Coppa del Mondo di rugby 1987.

## Biografia
Proveniente dal Mitchell College (oggi Charles Sturt University), nella cui squadra di rugby militò nel quadriennio 1977-80, dopo la laurea in economia passò al Gordon, club in cui trascorse la sua carriera dilettantistica, mentre si impiegava nel campo delle costruzioni.
Esordì negli Wallabies nel 1984 a Suva contro Figi e prese parte al successivo tour nel Regno Unito, in cui l'Australia conseguì il suo primo Grande Slam.
Terminò la sua carriera internazionale nel corso della Coppa del Mondo di rugby 1987, in cui disputò un solo match, il suo ultimo, contro il Giappone, nella fase a gironi della competizione.
Dopo il ritiro da giocatore, passò alla carriera tecnica; dopo aver guidato il Gordon da allenatore in seconda, assunse la conduzione della Nazionale a 7 australiana, e successivamente nel 2001 guidò l'Università di Sydney alla vittoria nel suo primo Shute Shield dopo 29 anni; trasferitosi in Europa condusse l'Orrel, con cui si aggiudicò nel 2003 la Powergen Cup; nella stagione successiva guidò i Rotherham Titans, da cui si dimise tuttavia a fine stagione.
Tornato in Australia, fu dapprima tecnico alle rimesse, poi allenatore in seconda della Nazionale; un anno più tardi fu ingaggiato dai Brumbies di Canberra per lo stesso ruolo, che tenne fino a tutto il Super 14 2007, prima di lasciare il posto a Owen Finegan.
Ha fondato e dirige la Reynolds Direct, compagnia che si occupa della ricerca di personale specializzato nel campo delle costruzioni.

## Palmarès

### Allenatore
- Shute Shield: 1
Sydney University: 2001